# Station Ategorrieta
Station Ategorrieta is een spoorweghalte in de wijk Ategorrieta, in het district Ategorrieta-Ulia van de Spaanse stad San Sebastian, in de autonome gemeenschap Baskenland. De halte bevindt zich bij kilometerpunt 624,307 van de spoorlijn Madrid-Hendaye, op een hoogte van 19,26 meter boven de zeespiegel. Aan de halte stoppen enkel treinen van de cercanías van San Sebastian, de voorstadtreinen van die stad.  
De halte is geopend op 18 oktober 1863 als het traject tussen station San Sebastian en station Irun van de spoorlijn Madrid-Hendaye in werking wordt gesteld. In 1941 wordt de halte onder gebracht bij RENFE, en vanaf 31 december 2004 is het eigendom van ADIF terwijl de exploitatie toevalt aan Renfe Operadora. 
Brinkola · Legazpi · Zumarraga · Ormaiztegi · Beasain · Ordizia · Itasondo · Legorreta · Ikaztegieta · Alegia · Tolosa · Tolosa-Erdia · Anoeta · Billabona-Zizurkil · Andoain-Erdia · Andoain · Urnieta · Hernani-Erdia · Hernani · Martutene · Loiola · Loiola Erriberak (Gepland) · San Sebastian-Donostia · Gros · Ategorrieta · Intxaurrondo · Herrera · Pasaia · Lezo-Errenteria · Ventas de Irún · Irun